# Trigonodactylus
Trigonodactylus – rodzaj jaszczurek z rodziny gekonowatych (Gekkonidae).

## Zasięg występowania
Rodzaj obejmuje gatunki występujące na Bliskim Wschodzie (Arabia Saudyjska, Jemen, Oman, Zjednoczone Emiraty Arabskie, Bahrajn, Katar, Kuwejt i Iran). 

## Systematyka
Rodzaj zdefiniował w 1957 roku izraelski herpetolog i paleontolog Georg Haas w artykule poświęconym płazom i gadom Arabii opublikowanym w czasopiśmie Proceedings of the California Academy of Sciences. Gatunkiem typowym jest (oryginalne oznaczenie) Trigonodactylus arabicus.

### Etymologia
Trigonodactylus: gr. τριγωνον trigōnon ‘trójkąt’, od τρι- tri- ‘trój-’, od τρεις treis, τρια tria ‘trzy’; γωνια gōnia ‘kąt’; δακτυλος daktulos ‘palec’.

### Podział systematyczny
Do rodzaju należą następujące gatunki: 
- Trigonodactylus arabicus Haas, 1957
- Trigonodactylus persicus Nazarov, Melnikov, Radjabizadeh & Poyarkov, 2018
- Trigonodactylus pulcher (Anderson, 1896)
- Trigonodactylus sharqiyahensis (Metallinou & Carranza, 2013)